# سازمان آزادی زن
سازمان آزادی زن سازمانی سیاسی و اجتماعی است که برای حقوق زنان مبارزه می‌کند. این سازمان در ۱۴ دسامبر ۲۰۰۲ در پاسخ به رشد جنبش زنان در ایران برای دستیابی به برابری و آزادی بنیانگذاری شد.
رئیس کنونی این سازمان، آذر ماجدی از رهبران حزب کمونیست کارگری ایران است که از ابتدای تأسیس این پست را به عهده داشته‌است.
ارگان این سازمان «هفته نامه آزادی زن» است که سردبیر کنونی آن پروین کابلی است.
این سازمان، سازمان مستقلی است اما رهبری و اکثریت اعضای آن از حزب کمونیست کارگری ایران هستند و از سازمان‌های جنبی این حزب به شمار می‌آید.
این سازمان هدف خود را مبارزه با نقض حقوق زنان به‌طور کلی و مبارزه با «آپارتاید جنسی» (تبعیض جنسی) در ایران به‌طور اخص می‌داند.
به گفته آذر ماجدی، «هدف سازمان تبدیل شدن به سخنگوی جنبش آزادی زن و تثبیت رهبری سازمان بر این جنبش است.»
سازمان آزادی زن پروژه‌هایی را در دفاع از حقوق زنان، علیه آپارتاید جنسی و حجاب اسلامی، علیه قتل ناموسی، دفاع از سکولاریسم، علیه اسلام سیاسی، در دفاع از حقوق همجنسگرایان، در مبارزه با اعدام، دفاع از قوانین سکولار در فرانسه، علیه حجاب کودکان و مدارس مذهبی، و همکاری با کمپین علیه دادگاه‌های شریعه داشته‌است.

## اهداف اصلی
فوری‌ترین اهداف سازمان آزادی زن به شکل زیر اعلام شده‌اند:
1. برابری کامل حقوق زن و مرد؛ لغو قوانین تبعیض آمیز، به ویژه قوانین مربوط به خانواده، ازدواج، طلاق، حضانت و سرپرستی اطفال؛
2. لغو حجاب اجباری، و آزادی پوشش؛
3. لغو کامل جداسازی‌های جنسیتی؛
4. برخورداری از امکانات مساوی در آموزش، اشتغال، ورزش و امور فرهنگ